# Ластович Олексій Юрійович
Олексій Юрійович Ластович — головний сержант окремого загону спеціального призначення НГУ «Азов» Національної гвардії України, учасник російсько-української війни, що загинув у ході російського вторгнення в Україну в 2022 році.

## Життєпис
Олексій Ластович служив у Державній прикордонній службі у селищі Новотроїцьке на Донеччині. У 2020 році перевівся у полк «Азов» Національної гвардії України в селищі Ялта Донецької області, що поблизу Маріуполя. З початком повномасштабного російського вторгнення в Україну разом з азовцями перебував на передовій. Олексій Ластович загинув 21 квітня під час бойових дій на «Азовсталі» від пострілу ворожого снайпера у грудну клітку, який навиліт пробив дві пластини бронежилета. Тіло залишалось в окупованому Маріуполі. Після ідентифікації, Олексія Ластовича поховали у Запоріжжі 25 серпня 2023 року  .

## Родина
Познайомився з кінологинею Тетяною Ластович (донькою Наталії Луговської), яка також, як і він працювала кінологинею у Державній прикордонній службі. Одружилися в 2018 році. У шлюбі народилося двоє дітей — донька Вікторія (нар. 2020) та син Ілля (народився у травні 2022 року — за два тижні після смерті батька).

## Нагороди
- Орден «За мужність» III ступеня (2022, посмертно) — за особисту мужність і самовіддані дії, виявлені у захисті державного суверенітету та територіальної цілісності України, вірність військовій присязі[9].